# Ли Гым Нен
Ли Гым Нен (1915 год, село Надеждинское, Приморский край, Российская империя, — дата и место смерти не известны, СССР) — колхозник, Герой Социалистического Труда (1957).

## Биография
Родился в 1915 году в селе Надеждинское Приморского края. После депортации корейцев с Дальнего Востока была на спецпоселении в Талды-Курганской области Казахской ССР. С 1931 года по 1950 год работал в колхозах «Дальний Восток». С 1950 года по 1959 год был бригадиром хлопководческой бригады колхоза «Путь к социализму» Ильечевского района Чимкентского области. С 1959 года по 1966 год работал бригадиром в колхозах имени Кирова и имени Джамбула Джамбульской области. В 1966 году вернулся на Дальний Восток и работал в совхозе «Приозёрный» Хорольского района.

## Трудовой подвиг
В 1951 году хлопководческая бригада Ли Гым Нена собрала по 27 центнеров хлопка с участка площадью 97 гектаров. В 1952 году на том же участке было собрано по 32 центнера хлопка. В 1953 году бригада собрала на участке площадью 102 гектара по 40,4 центнера хлопка и в 1954 году с этого же участка было собрано 45,9 центнеров хлопка. В 1956 году бригада Ли Гым Нена с участка площадью 118 гектаров собрала 50,4 центнеров хлопка. За этот доблестный труд Ли Гым Нен был удостоен в 1957 году звания Героя Социалистического Труда.

## Награды
- Герой Социалистического Труда — Указом Президиума Верховного Совета от 8 июня 1957 года.
- Орден Ленина (1976);

## Источник
- ҚазССР. Қысқаша энциклопедия, 2-том. Алматы — 1987.